# Kościół św. Marii Magdaleny w Trzygłowie
Kościół św. Marii Magdaleny w Trzygłowie – katolicki kościół filialny zlokalizowany we wsi Trzygłów w gminie Gryfice, w powiecie gryfickim (województwo zachodniopomorskie). Należy do parafii Matki Bożej Częstochowskiej w Świeszewie.

## Historia i architektura
Kościół został wzniesiony w 1881 roku. Pierwotnie był świątynią protestancką. Utrzymany jest w stylu neogotyckim. Murowany z cegły, został rozplanowany na rzucie prostokąta, z wydzielonym, trójbocznie zamkniętym prezbiterium. Od zachodu do kościoła dostawiona jest kruchta. Korpus nawowy nakryty jest dachem dwuspadowym. Nad zachodnią częścią korpusu w kalenicy osadzona jest sygnaturka zwieńczona krzyżem.
Wnętrze kościoła kryte jest drewnianym, podwyższanym stropem. Nad wejściem znajduje się drewniana empora chórowa z prospektem organowym. W prezbiterium umieszczona jest neogotycka nastawa ołtarzowa z obrazem przedstawiającym zmartwychwstałego Chrystusa ukazującego się Marii Magdalenie. Z dawnego wyposażenia zachowały się ławki, drewniane chrzcielnice i wsparta na słupie ambona z wejściem pod schodkach.
Po zakończeniu II wojny światowej kościół został poświęcony jako świątynia katolicka w dniu 3 maja 1947 roku. W latach 1947–1959 należał do parafii w Gryficach.